# Арна (Курмангазинський район)
А́рна (каз. Арна) — село у складі Курмангазинського району Атирауської області Казахстану. Входить до складу Кудряшовського сільського округу.
У радянські часи село було частиною села Кудряшево, до 2007 року називалось ММС.
Населення — 662 особи (2021; 803 у 2009, 805 у 1999).